# Herb Więcborka
Herb Więcborka – jeden z symboli miasta Więcbork i gminy Więcbork w postaci herbu.

## Wygląd i symbolika
Herb przedstawia na błękitnej tarczy czerwony ceglany mur forteczny z trzema takimiż basztami o stożkowych srebrnych dachach zwieńczonych złotymi koronami. Środkowa wieża razem z koroną są nieco większe niż skrajne. Każda baszta posiada jedno czerwone okno łukowe. W otwartej bramie rycerz w stalowej zbroi trzymający tarczę i opartą o ziemię pikę.

## Historia
Od nadania praw miejskich w XIV wieku, Więcbork używał rozmaitych herbów z wizerunkiem między innymi ruin zamkowych. W XVI wieku ustalił się herb wyobrażający trzy zielone wzgórza, a na nich trzy złote tarcze. W 1983 roku przywrócono historyczny herb z murem i trzema basztami.